# Astelia nervosa
Astelia nervosa là một loài thực vật có hoa trong họ Asteliaceae. Loài này được Banks & Sol. ex Hook.f. mô tả khoa học đầu tiên năm 1853.

## Hình ảnh

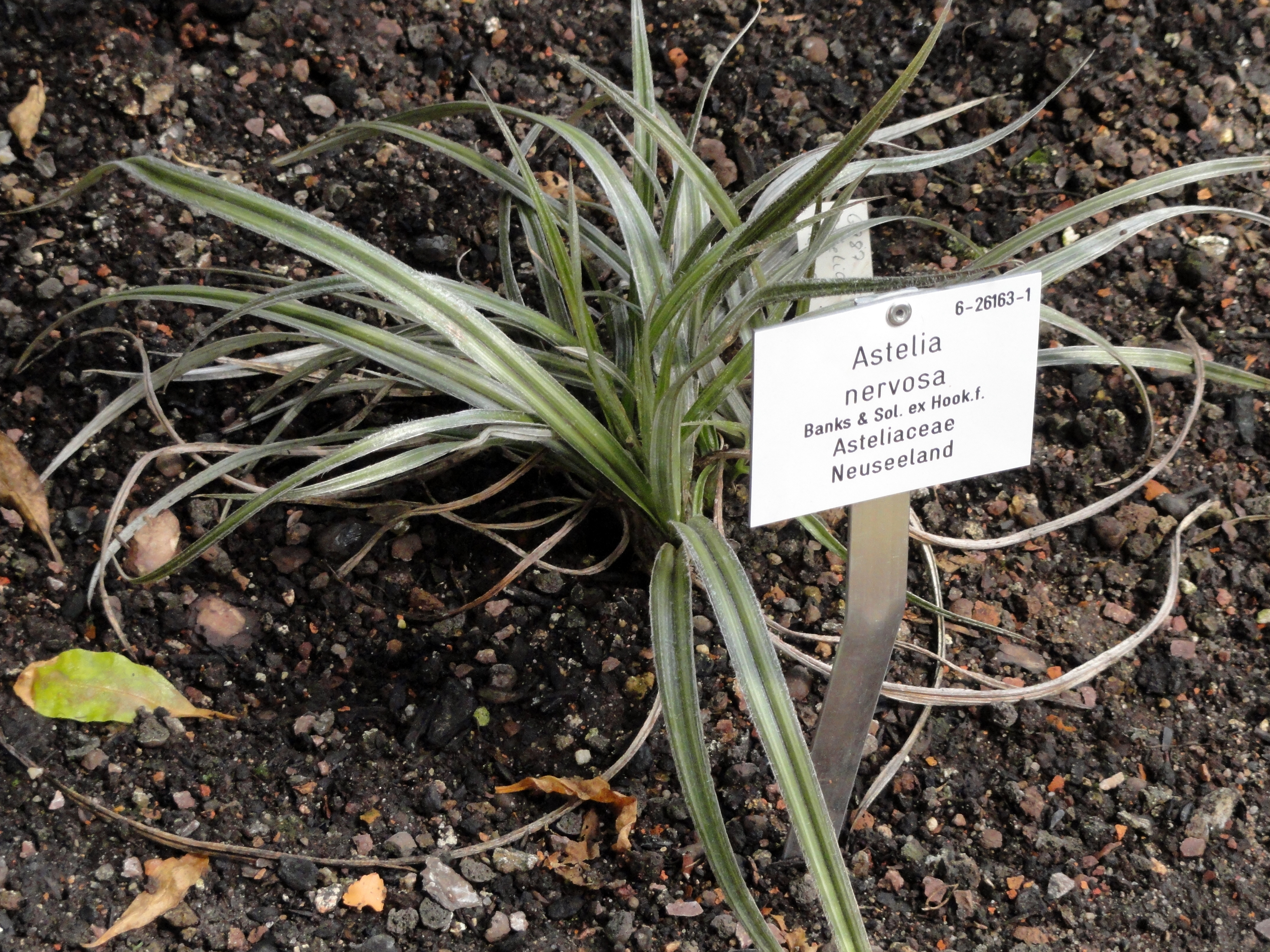